# Serac

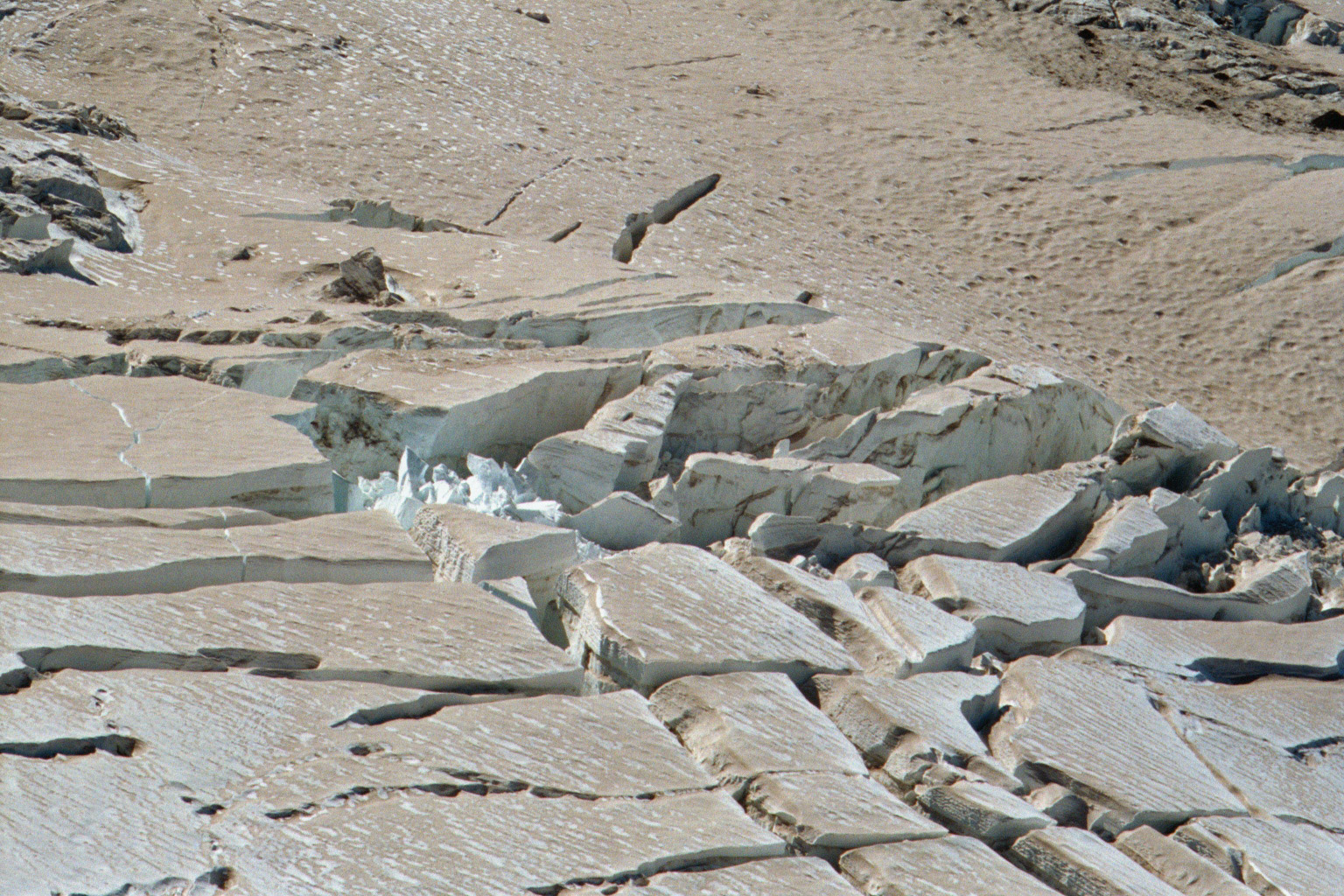
Serac em firn a 3100 m de altitude no Glaciar Winthrop, Monte Rainier, Estados Unidos

Um serac - galicismo de sérac - é um bloco de gelo de grandes dimensões, fragmentado e gretado, pertencente a um glaciar, e cuja ruptura se deve ao movimento do gelo em zonas de grandes pendentes. A concentração de seracs é conhecida como "cascadas de seracs".
Os seracs formam-se pela intersecção de crevasses nos glaciares. Por vezes os blocos são da dimensão de casas, ou mesmo maiores. 
Os seracs são perigosos para os montanhistas, pois podem quebrar ou virar sem prévio aviso. Só na Suíça as quedas de seracs entre 1914 e 1983 fizeram 124 mortes. Mesmo estabilizados pelo persistente tempo frio podem ser impeditivos ao atravessamento dos glaciares: um desses obstáculos está no Shishapangma e é bem conhecido pelos montanhistas que visitam esta montanha do Himalaia.